# Gabriola Island
Gabriola Island är en ö i Kanada.   Den ligger i provinsen British Columbia, i den sydvästra delen av landet, 3 600 km väster om huvudstaden Ottawa. Arean är 58 kvadratkilometer.
Terrängen på Gabriola Island är platt. Öns högsta punkt är 180 meter över havet. Den sträcker sig 8,4 kilometer i nord-sydlig riktning, och 13,3 kilometer i öst-västlig riktning.
Runt Gabriola Island är det glesbefolkat, med 13 invånare per kvadratkilometer.